# Jurij Jelisejev
Jurij Jelisejev (ryska: Юрий Константинович Елисеев), född den 26 september 1949 i Sverdlovsk, Ukraina, är en sovjetisk fotbollsspelare som medverkade i det sovjetiska landslaget som tog OS-brons i fotbollsturneringen vid de olympiska sommarspelen 1972 i München.